# IF Karlstad
IF Karlstad Fotboll es un club sueco de fútbol de Karlstad, en la provincia de Värmland.

## Historia
El club se formó el 25 de noviembre de 2019 mediante la fusión de los clubes Carlstad United BK y Karlstad BK.
Ambos clubes predecesores jugaron en la División 1 Norra hasta la fusión, tercer nivel del fútbol sueco.
En febrero de 2022 Sven-Göran Eriksson (ex-seleccionador inglés) se unió al club como consejero.
Konstantinos fue despedido en julio de 2022.  Debido a que el club adquirió un nuevo cuerpo técnico, el club también trasladó su estadio local de Tingvalla IP al Sola Arena en el área de Sandbäcken. En total pueden permanecer en la arena 4.000 espectadores y 1.500 espectadores pueden sentarse en la tribuna.

## Antecedentes

### Carlstad United BK
Carlstad United BK se fundó el 12 de abril de 1998. El nuevo equipo estaba formado principalmente por jugadores de los clubes Norrstrands IF y Hertzoga BK . En la temporada 2000, el club ocupó el lugar del FBK Karlstad en la División 3 de cuarta categoría Västra Svealand.
Más recientemente, el club terminó cuarto en la División 1 Norra .

### Karlstad BK
Karlstad BK se formó el 19 de octubre de 1923 mediante la fusión de los departamentos de fútbol de Karlstads Idrottsklubb e IF Göta .
El club perteneció a 33 temporadas de la segunda máxima liga sueca. Más recientemente, el club terminó quinto en la División 1 Norra.

## Temporada a temporada
| Temporada | Nivel | Nivel | Nivel | Nivel | Denominación | Puntuación | Observaciones |
|           | I     | II    | III   | IV    |              |            |               |
| --------- | ----- | ----- | ----- | ----- | ------------ | ---------- | ------------- |
| 2020      |       |       | 8     |       | Ettan        | 37         |               |
| 2021      |       |       | 4     |       | Ettan        | 57         |               |
| 2022      |       |       | 5     |       | Ettan        | 45         |               |
| 2023      |       |       | 8     |       | Ettan        |            |               |

- Datos: Q97442334